# کورنیلیو اورس
کورنیلیو اورس (انگلیسی: Corneliu Oros؛ زادهٔ ۵ مارس ۱۹۵۰) ورزشکار والیبال اهل رومانی است.
وی در مسابقات کشوری و بین‌المللی در مجموع برندهٔ ۲ مدال برنز شده‌است.